# Дворане (Сува Река)
Дворане (алб. Dvoran) је насељено место у Србији у општини Сува Река. Административно припада Косову и Метохији, односно Призренском управном округу. Према попису из 2011. године било је 140 становника.
У Дворанима се налази црква Светог Спаса.

## Историја
У Поменику манастира Русинице из 1465. уписани су као приложници Срби из Дворана. Рукописни Пролог из 1560. године, који је писао монах Пахомије у манастиру Војсиловици даровао је манастиру Свете Тројице Русинице, одакле је пренет у цркву села Дворана. У турском попису из XVI века помиње се црква Св. Спаса код села Дворана. Једно Четворојеванђеље из XVI века припадало је цркви села Дворана. На икони која је била најпре у цркви Св. Спаса у Дворану, а потом пренесена у цркву Св. Богородице у Мушутишту био је запис приложница Илије, Бојке и Доброславе са уписаном годином: 1603. У селу Дворане, у породици Поповића било је 19-20 генерација свештеника, који су са "колена на колено" предавале и сачувале ванредно вредне историјске писане српске споменике. "Повељу" српског краља Стефана Дечанског издату 1326. године Богородици Љевишкој у Призрену, Хрисовуљу цара Душана издату 1348. својој задужбини манастиру Светих Арханђела код Призрена и Душановог законика из 1349. године. Ови драгоцени споменици српске науке и културе чувају се данас у Српској академији наука и уметности и Народној библиотеци Србије у Београду. Албанци су још јуна месеца 1984. године поломили 24 надгробна споменика на српском гробљу у селу у Дворанима.
Владика рашко-призренски и каснији Патријарх српски Павле у свом извештају Светом Архијерејском Синоду СПЦ, поред осталога, наводи податак да је на гробљу овог села Дворане, код Призрена, ноћу 10. јуна 1984, срушено 29 надгробних споменика.
Јуна месеца 1999, у присуству немачких војника НАТО-а, разорили су до темеља српску цркву, попалили и опљачкали све српске куће и све Србе протерали са њихових вековних огњишта. Године 2008. Србе, који су у пратњи УНМИК-а и Данског савета за избеглице дошли да посете своје село и порушене гробове својих предака, Албанци су физички напали и протерали у присуству међународних снага хуманитарних организација.

## Становништво
Према попису из 1981. године у насељу већинско становништво су били Срби. Након рата 1999. године Срби су напустили насеље и све су им куће запаљене.
| Етнички састав према попису из 1981.‍ | Етнички састав према попису из 1981.‍ | Етнички састав према попису из 1981.‍ | Етнички састав према попису из 1981.‍ | Етнички састав према попису из 1981.‍ |
| ------------------------------------ | ------------------------------------ | ------------------------------------ | ------------------------------------ | ------------------------------------ |
|                                      |                                      |                                      |                                      |                                      |
| Срби                                 | Срби                                 |                                      | 370                                  | 85,2%                                |
| Албанци                              | Албанци                              |                                      | 64                                   | 14,7%                                |
| Укупно: 434                          |                                      |                                      |                                      |                                      |

| Етнички састав према попису из 2011.‍ | Етнички састав према попису из 2011.‍ | Етнички састав према попису из 2011.‍ | Етнички састав према попису из 2011.‍ | Етнички састав према попису из 2011.‍ |
| ------------------------------------ | ------------------------------------ | ------------------------------------ | ------------------------------------ | ------------------------------------ |
|                                      |                                      |                                      |                                      |                                      |
| Албанци                              | Албанци                              |                                      | 140                                  | 100%                                 |
| Укупно: 140                          |                                      |                                      |                                      |                                      |

Број становника на пописима:
|             | \| Демографија[5] \| Демографија[5] \| Демографија[5] \| \| Година \| Становника \| Становника \| \| -------------- \| -------------- \| -------------- \| \| 1948. \| 431 \| \| \| 1953. \| 467 \| \| \| 1961. \| 518 \| \| \| 1971. \| 444 \| \| \| 1981. \| 434 \| \| \| 1991. \| 510 \| \| |            |
| Демографија | |            |
| Година      | Становника | Становника |
| 1948.       | 431 |            |
| 1953.       | 467 |            |
| 1961.       | 518 |            |
| 1971.       | 444 |            |
| 1981.       | 434 |            |
| 1991.       | 510 |            |